# Egnatia (traghetto)
La Egnatia era una nave traghetto ro-ro appartenuta con questo nome alla Hellenic Mediterranean Lines dal 1960 al 2001. Prima nave traghetto costruita appositamente per una compagnia greca, fu impiegata stabilmente nei collegamenti stagionali tra Italia e Grecia. 

## Servizio
La nave fu varata il 15 febbraio 1960 presso gli Chantier Réunis Loire-Normandie, venendo consegnata alla greca Hellenic Mediterranean Lines nel luglio dello stesso anno. Fu quindi messa in servizio tra Brindisi e la Grecia, con scali a Corfù, Igoumenitsa e Patrasso, nell'ambito di un accordo tra i governi greco e italiano per promuovere il turismo con automobili al seguito tra Grecia e Italia. In quest'ottica la Egnatia fu affiancata, a partire da maggio 1961, dalla Appia della Adriatica di Navigazione, con la quale operò congiuntamente negli anni successivi.
La Egnatia rimase in servizio per HML fino al 1995, quando fu posta in disarmo, avendo raggiunto il limite di età di 35 anni previsto allora per le unità battenti bandiera greca. Nel giugno 2001 la nave fu venduta per la demolizione, venendo poi smantellata in India.

## Origine del nome
Appia ed Egnatia prendevano il nome dalle omonime vie romane, Via Appia e Via Egnatia, che collegavano rispettivamente Roma e Brindisi e Durazzo con Bisanzio. 
Negli anni successivi al disarmo della Egnatia la Hellenic Mediterranean Lines mise in servizio altre due navi con lo stesso nome,  Egnatia II (nel 1998 e 1999) ed Egnatia III (nel 2003).